# Ferrari 412 T2
La Ferrari 412 T2 (progetto numero 647) è un'automobile monoposto sportiva di Formula 1 che gareggiò nella stagione 1995, la quarantaduesima utilizzata dalla Scuderia Ferrari. La vettura fu disegnata da John Barnard ed era guidata da Jean Alesi e Gerhard Berger. Vettura molto convenzionale e veloce da assettare, conta nel suo palmarès una vittoria al Gran Premio del Canada e il terzo posto nel mondiale costruttori. La 412 T2 fu protagonista di prestazioni altalenanti durante tutto l'arco del campionato e vari guasti fecero perdere diversi punti ai due piloti.

## Sviluppo
Le modifiche al regolamento della Formula 1, che abbassava il limite di cilindrata da 3,5 litri a 3, costrinse i tecnici della Ferrari a rivedere il motore, che adottava la classica architettura V12 ma con un angolo di 75° (10 in più rispetto al passato) e poteva esprimere una potenza massima di circa 700 CV (circa 515 kW) e arrivare all'elevato (per allora) regime di 17 000 giri/min.
Il propulsore risultava anche più corto di circa sette centimetri e, come l'anno precedente, disponeva dei cornetti di aspirazione ad altezza e geometria variabile. L'uso di una particolare lega leggera per il basamento del motore permise inoltre di risparmiare circa 10 kg. Va sottolineato che questa fu l'ultima monoposto del Cavallino ad essere equipaggiata con un V12: proprio sulla 412 T2 (opportunamente modificata) già nel 1995 vennero condotti i primi test con un motore V10, ritenuto più consono rispetto al V12 per la formula dei motori a 3 litri.
L'ampio impiego di materiali compositi anche in altri settori consentì di ridurre il peso e accentrare il baricentro, anche grazie al nuovo serbatoio di carburante ridotto a 140 litri per regolamento.

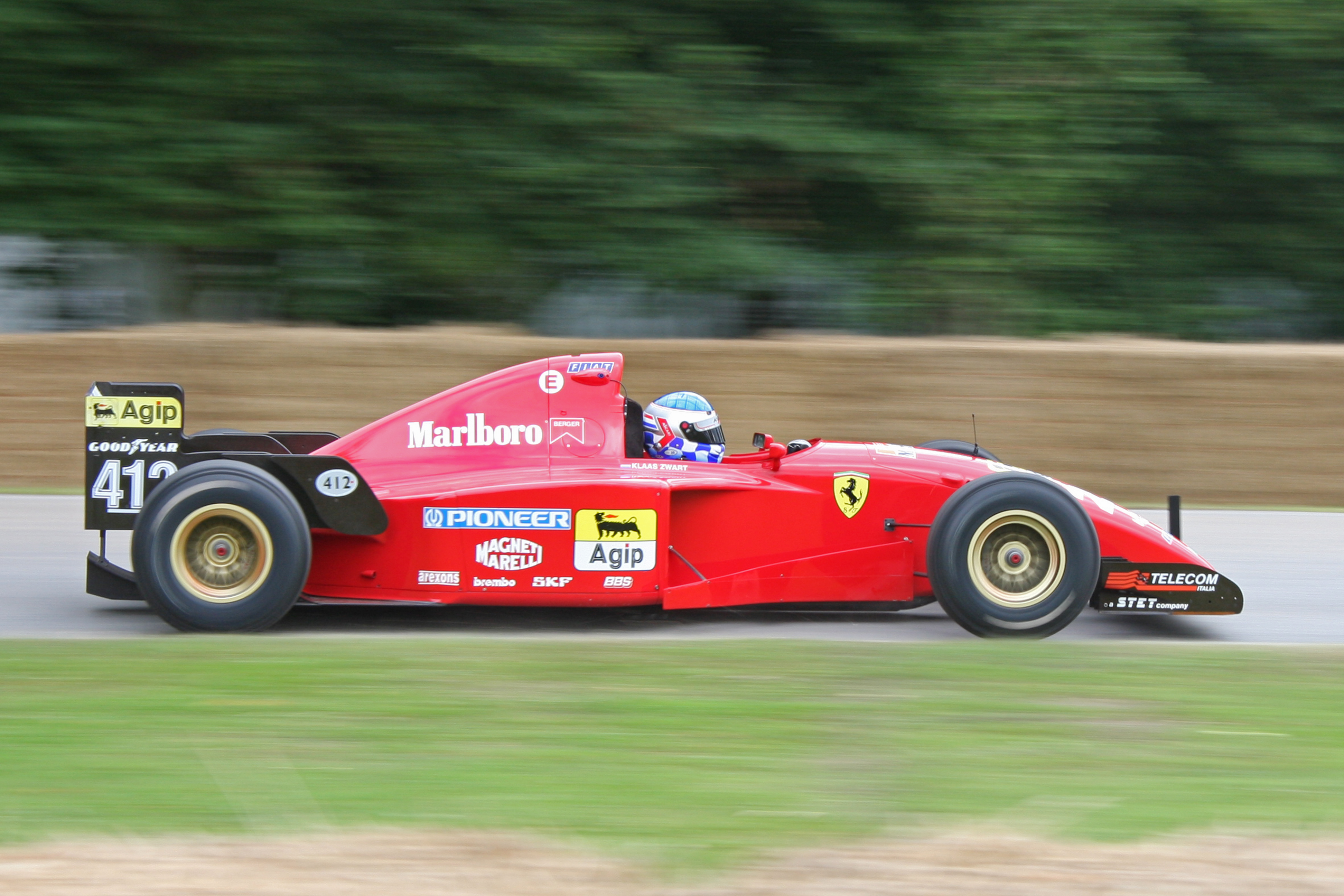
Vista laterale della 412 T2 durante un'esibizione del 2008 al Goodwood Festival of Speed

In generale la vettura risultava piuttosto convenzionale rispetto alla 412 T1 dell'anno precedente. Mentre tra le altre monoposto ormai prevalevano i musetti alti e arrotondati, la T2 optò per la classica forma spiovente e squadrata. Le sospensioni posteriori abbandonarono lo schema dell'anno precedente, tornando al sistema uniball con barre di torsione, che la Ferrari aveva adottato per l'ultima volta sulla 640 F1 del 1989; sempre le sospensioni posteriori non erano più ancorate direttamente alla scatola del cambio, ma presentavano dei supporti aggiuntivi che le legavano al telaio. Le prese d'aria laterali erano più ampie e squadrate, per garantire il maggiore afflusso d'aria al V12, col conseguente abbandono della caratteristica forma a Coca-Cola. Il cofano motore si presentava basso e avvolgente e sigillava completamente il retrotreno della vettura raccordandosi con le paratie dell'alettone posteriore. La T2 vide inoltre l'introduzione del comando della frizione dietro al volante, con un bilanciere posizionato sopra il cambio marce; questa soluzione venne utilizzata solo da Berger, mentre Alesi preferì continuare a usare il comando al pedale.
Durante l'anno vennero introdotti aggiornamenti per cercare di colmare il gap con le scuderie motorizzate Renault, con numerosi interventi di natura aerodinamica e sul motore. Mentre sulle prime i piloti dichiararono di essere soddisfatti della vettura e della sua facilità di messa a punto, col passare del tempo emersero problemi di trazione che non furono mai risolti. Nel corso della stagione Barnard fu costretto anche a modificare la forma del volante, che creava vesciche e callosità alle mani di Berger, il quale era spesso costretto ad abbandonare le sessioni di test per questo motivo.
Dal punto di vista delle forniture tecniche, la 412 T2 fu l'ultima Ferrari di Formula 1 a utilizzare carburante Agip: nell'agosto 1995 infatti l'Eni annunciò la conclusione, dopo 21 anni, della collaborazione con la Scuderia, avendo rifiutato di aumentare le proprie sovvenzioni a fronte del ricco ingaggio di Michael Schumacher in vista della stagione seguente. Dal 1996 le monoposto di Maranello correranno quindi con benzina Shell.

## Presentazione
Al momento della presentazione le aspettative nei confronti della vettura furono molte, sia per motivi tecnici, sia per ragioni puramente emotive: era dal 1979 che una Ferrari non vinceva un titolo piloti e la stampa non mancò di sottolineare che il nome della nuova monoposto richiamava quello della 312 T vittoriosa nel 1975, stagione nella quale Luca Cordero di Montezemolo (dal 1991 ritornato alla Ferrari in veste di presidente) era stato protagonista, come direttore sportivo, nel mondiale vinto da Lauda.
La presentazione della vettura avvenne il 6 febbraio a Maranello, davanti a circa 300 persone, con la partecipazione di Alberto Tomba nelle vesti di mascotte. Durante la cerimonia il presidente Montezemolo si mostrò parecchio prudente nell'elogiare la vettura; anche il direttore tecnico Jean Todt e il progettista Barnard furono di poche parole.

## Carriera agonistica

### Test
I primi test vennero eseguiti nella prima metà di febbraio sul circuito di Fiorano con una sola monoposto sulla quale i piloti Berger e Alesi si alternarono. Proprio l'austriaco, a causa di un'uscita di pista, danneggiò la vettura e le prove vennero sospese per qualche giorno. Inoltre, le cattive condizioni climatiche impedirono ai piloti di compiere un buon numero di giri. Alesi e Berger furono poi impegnati al Paul Ricard, dal 20 al 23 febbraio, e il francese dichiarò pubblicamente la sua soddisfazione per il comportamento della vettura. Infine, gli ultimi test si svolsero dal 4 al 7 marzo all'Estoril. Proprio durante le prove sul tracciato portoghese Berger ebbe un grave incidente, dovuto a un guasto meccanico, in cui la vettura venne completamente distrutta, ma il pilota austriaco uscì illeso. Nonostante ciò, Berger si dichiarò soddisfatto delle prestazioni della monoposto e considerò l'accaduto un episodio isolato. I due ferraristi, però, riuscirono a percorrere circa 2000 chilometri durante i test, ovvero meno della metà delle rivali Benetton e Williams.

### Stagione

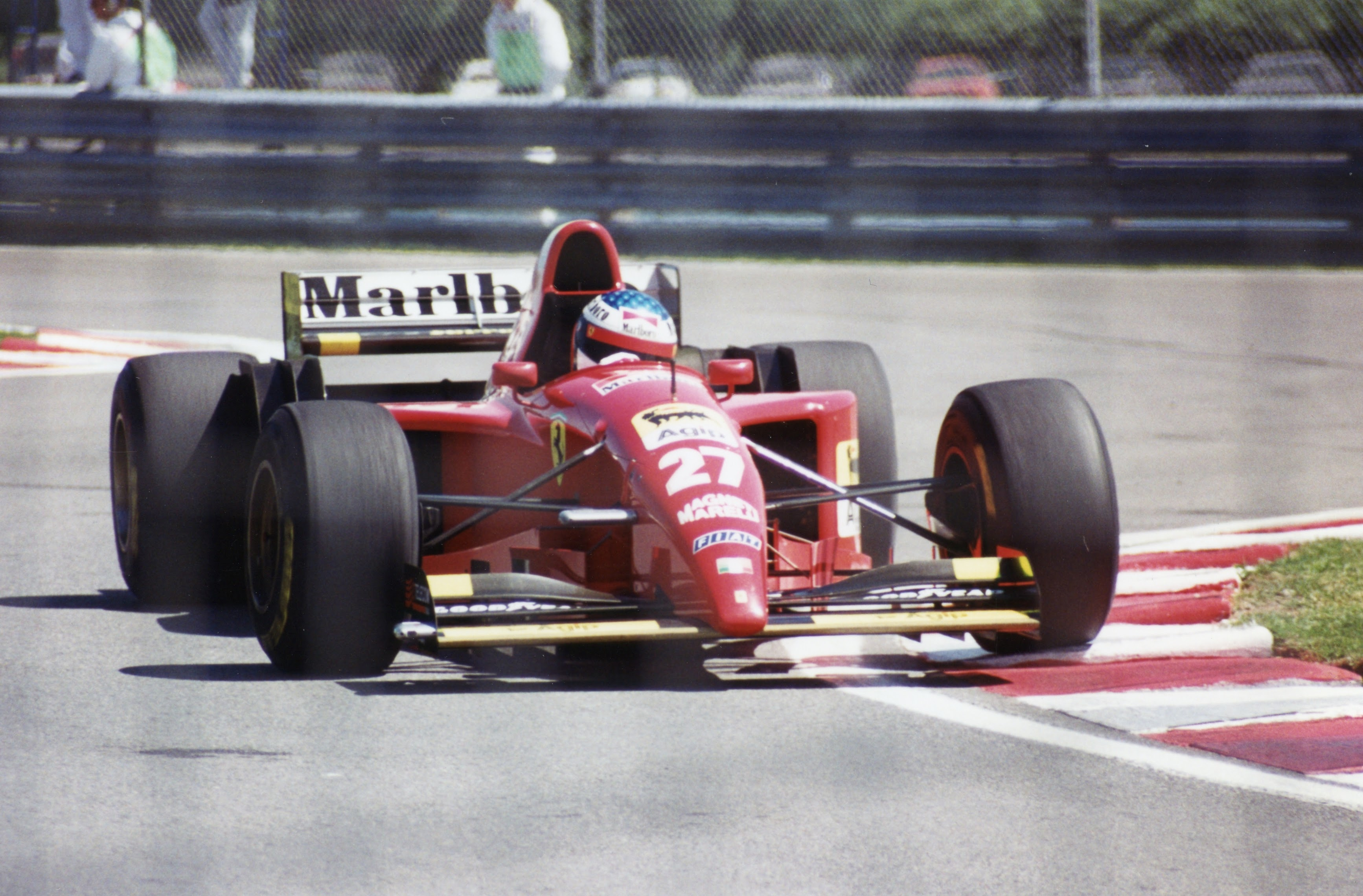
Alesi impegnato nel Gran Premio del Canada, in cui il francese ottenne il suo unico successo in Formula 1.

Durante l'arco della stagione le prestazioni furono abbastanza altalenanti e le buone doti velocistiche della vettura vennero vanificate anche a causa dell'affidabilità, che in alcuni casi privò i due ferraristi di ottimi piazzamenti. La 412 T2 è stata comunque una vettura abbastanza riuscita, sia a livello di motore che di telaio, e finalmente in grado, quando possibile, di infastidire seriamente le scuderie motorizzate Renault che, alla fine della stagione, piazzarono quattro piloti ai primi quattro posti del mondiale e si presero i primi due posti tra i costruttori. Il 1995 vide quindi Jean Alesi e Gerhard Berger conquistare diversi podi. Non mancarono nemmeno alcune tensioni all'interno dei box tra piloti e muretto dopo che, a metà campionato, era stato ufficializzato l'ingaggio dalla Benetton del campione del mondo Michael Schumacher per la stagione seguente.
La prima gara disputata fu il Gran Premio del Brasile, il 26 marzo 1995, che vide la vittoria di Schumacher e il terzo posto di Berger. All'indomani di questa gara ci furono non poche polemiche dopo che Schumacher e il secondo classificato David Coulthard, rispettivamente su Benetton e Williams, furono squalificati per avere usato benzina Elf irregolare, con conseguente vittoria a tavolino dell'austriaco della Ferrari: le polemiche continuarono più di due settimane dopo, quando la FIA annullò parzialmente le squalifiche, condannando i soli team per la negligenza (privandoli dei punti conquistati nella graduatoria marche) ma restituendo i piazzamenti ai loro piloti.
Fino al Gran Premio del Canada le 412 T2 di Berger o Alesi riuscirono a salire sempre sul podio e il francese centrò anche, proprio a Montréal, l'unica vittoria stagionale del Cavallino oltreché l'unica della carriera per il pilota di Avignone; ma sempre sull'asfalto nordamericano delle noie tecniche impedirono alla Ferrari di mettere a segno una potenziale uno-due sul podio, in quanto l'austriaco si dovette ritirare quando occupava la terza posizione dietro a Schumacher, quest'ultimo poi finito quinto per delle noie al cambio. Va segnalata poi la prima fila tutta rossa al Gran Premio del Belgio, con Berger autore a Spa-Francorchamps dell'unica pole position dell'anno per la 412 T2, ma vanificata poi dai ritiri dapprima di Alesi (problemi alle sospensioni) e poi dello stesso austriaco (noie elettriche).
Ma la più grande delusione della stagione la si ebbe al Gran Premio d'Italia, per via di un assurdo incidente di gara che costò una possibile doppietta: dopo una partenza rocambolesca i ferraristi occupavano, con grande vantaggio, le prime due posizioni della gara quando al trentatreesimo giro dalla vettura di Alesi, che faceva l'andatura, si staccò la camera-car che andò a tranciare di netto un braccio della sospensione anteriore di Berger. A meno di dieci giri dalla fine anche Alesi fu costretto al ritiro a causa della rottura di un cuscinetto con conseguenti problemi ai freni; vano ogni tentativo del francese per cercare di terminare la gara che vide la vittoria di Johnny Herbert.
Dopo avere sfiorato un'altra possibile vittoria nel Gran Premio d'Europa, con Alesi costretto a cedere il primo posto a Schumacher solo negli ultimi giri a causa dell'usura dei suoi pneumatici, la stagione si concluse con Alesi (42 punti) e Berger (31 punti) al quinto e sesto posto della classifica mondiale; la Ferrari (73 punti) chiuse al terzo posto della classifica costruttori dietro a Benetton (137 punti) e Williams (112 punti).

## Piloti
| Piloti ufficiali   | Piloti ufficiali | Piloti ufficiali |
| Nazione            | Nome             | Numero           |
| ------------------ | ---------------- | ---------------- |
| Francia (bandiera) | Jean Alesi       | 27               |
| Austria (bandiera) | Gerhard Berger   | 28               |
| Piloti di riserva  |                  |                  |
| Nazione            | Nome             | Nome             |
| Italia (bandiera)  | Nicola Larini    | Nicola Larini    |

## Risultati in Formula 1
| Anno | Team    | Motore  | Gomme | Piloti |   |   |   |     |     |     |     |     |     |     |     |     |   |     |   |     |     | Punti | Pos. |
| ---- | ------- | ------- | ----- | ------ | - | - | - | --- | --- | --- | --- | --- | --- | --- | --- | --- | - | --- | - | --- | --- | ----- | ---- |
| 1995 | Ferrari | Ferrari | G     | Alesi  | 5 | 2 | 2 | Rit | Rit | 1   | 5   | 2   | Rit | Rit | Rit | Rit | 5 | 2   | 5 | Rit | Rit | 73    | 3º   |
| 1995 | Ferrari | Ferrari | G     | Berger | 3 | 6 | 3 | 3   | 3   | 11* | 12* | Rit | 3   | 3   | Rit | Rit | 4 | Rit | 4 | Rit | Rit | 73    | 3º   |

| Legenda | 1º posto     | 2º posto | 3º posto    | A punti         | Senza punti/Non class.  | Grassetto – Pole position Corsivo – Giro più veloce |
| Legenda | Squalificato | Ritirato | Non partito | Non qualificato | Solo prove/Terzo pilota | Grassetto – Pole position Corsivo – Giro più veloce |

* – Indica il pilota ritirato ma ugualmente classificato avendo coperto, come previsto dal regolamento, almeno il 90% della distanza di gara.